# Mecodium riukiuense
Mecodium riukiuense là một loài thực vật có mạch trong họ Hymenophyllaceae. Loài này được (H. Christ) Copel. miêu tả khoa học đầu tiên năm 1938.